# Tây Chu Hoàn công
Tây Chu Hoàn công (chữ Hán: 西周桓公, trị vì: 440 TCN - 415 TCN), hay Hà Nam Hoàn công, tên húy là Cơ Yết (姬揭), là vị quân chủ đầu tiên của nước Tây Chu thời Chiến Quốc trong lịch sử Trung Quốc.

## Thụ phong
Theo Sử Ký Tư Mã Thiên, Chu bản kỷ và một số thư tịch cổ khác thì Cơ Yết là con út của Chu Trinh Định vương Cơ Giới. Sau khi vua cha băng hà, trong tông thất nhà Chu xảy ra cuộc nội loạn dòng tộc quyết liệt kéo dài suốt 7 tháng, khiến thời gian này triều đình đã phải thay đổi tới ba đời vua. Chu Trinh Định Vương sinh được cả thảy 4 người con trai thứ tự lần lượt là: Cơ Khứ Tật, Cơ Thúc Tập, Cơ Nguy và Cơ Yết:
- Tháng Giêng năm 441 TCN, Chu Ai Vương Cơ Khứ Tật kế nhiệm cha nối ngôi thiên tử.
- Tháng Ba năm 441 TCN, em trai thứ của Chu Ai Vương là Cơ Thúc Tập tạo phản đem quân đánh tới kinh thành giết chết anh cả Cơ Khứ Tật rồi tự lập, tức là Chu Tư Vương.
- Tháng Bảy năm 441 TCN em trai kế Chu Tư Vương là Cơ Nguy dấy loạn kéo binh về vây hãm cung điện giết chết anh hai Cơ Thúc Tập mà thay thế, tức là Chu Khảo Vương.

Trong cuộc tranh đoạt vương quyền trên thì Cơ Yết tuy không tham gia nhưng đứng về phía Cơ Nguy, ông tích cực giúp đỡ và cố vấn cho vua anh nên cuối cùng Cơ Nguy sở dĩ thành công là bởi sự đóng góp không nhỏ của Cơ Yết. Đầu năm 440 TCN Chu Khảo Vương chính thức đăng cơ, theo cách làm của Chu Vũ vương, phong cho Cơ Yết chức Chu Công để phụ giúp triều đình như truyền thống nhiều đời trong tông thất nhà Chu vẫn dùng người thân thích làm phụ chính như Chu Công Đán ngày trước.
Vùng đất phong của Cơ Yết ở đất Vương Thành nằm ở phía Tây của kinh đô Lạc Dương nhà Chu. Thời kỳ Cơ Yết chấp chính tuy có thực hiện một số cải cách đáng kể, nhưng lúc ấy khí vận nhà Chu đã quá suy nhược nên thực lực cũng vẫn không tăng lên, nhà Chu cố gắng cải cách đến mấy cũng không thể nào ngăn nổi sự trỗi dậy của các nước chư hầu.

## Hậu duệ phân liệt
Cơ Yết tại vị được 26 năm thì qua đời, con là công tử Cơ Táo nối ngôi truy tôn là Tây Chu Hoàn công. Năm 367 TCN sau khi Cơ Táo chết thì thế tử Cơ Triêu và công tử Cơ Căn tranh giành ngôi vị. Cơ Căn được 2 nước chư hầu là Hàn và Triệu lập nên ở đất Củng - nay thuộc huyện Củng tỉnh Hà Nam - cũng xưng là Chu Công. Thế là nước Chu nhỏ bé bị chia cắt làm hai phần song song tồn tại, để không nhầm lẫn giữa 2 nước Chu này các sử gia hậu thế gọi nước Chu của con cháu trực hệ Cơ Yết là Tây Chu quân còn nước Chu của nhánh thứ Cơ Căn thì xưng là Đông Chu quân.
Chu thiên tử (dòng dõi của Chu Khảo vương Cơ Nguy) vẫn ở nhờ đất của Tây Chu công Cơ Triêu.